# CoronaVac
CoronaVac è un preparato formulato come vaccino anti COVID-19 sviluppato dalla società biofarmaceutica cinese Sinovac. A partire dalla metà del 2020, il vaccino era sottoposto a ricerca clinica di fase III, ed è attualmente sotto sperimentazione in Brasile, Cile, Indonesia e Turchia.
CoronaVac utilizza una tecnologia tradizionale simile a BBIBP-CorV, BBV152 e altri vaccini in fase di sviluppo.
Il 13 dicembre 2020, l'Instituto Butantan ha condotto gli studi in Brasile ed entro il 23 dicembre i risultati sarebbero stati annunciati pubblicamente. L'istituto ha affermato la pubblicazione dei suoi dati per il 23 dicembre e che il vaccino è efficace tra il 50% e il 90% in Brasile, ma ha negato i risultati completi su richiesta della Sinovac, sollevando dubbi sulla trasparenza poiché era il terzo ritardo nel rilascio dei risultati. Separatamente il 24 dicembre gli studi condotti in Turchia sono stati pubblicati, partendo da un'analisi ad interim di 29 casi che hanno mostrato un tasso di efficacia del 91,25% sulla base di 1322 partecipanti a uno studio di 7371 volontari.

## Sviluppo

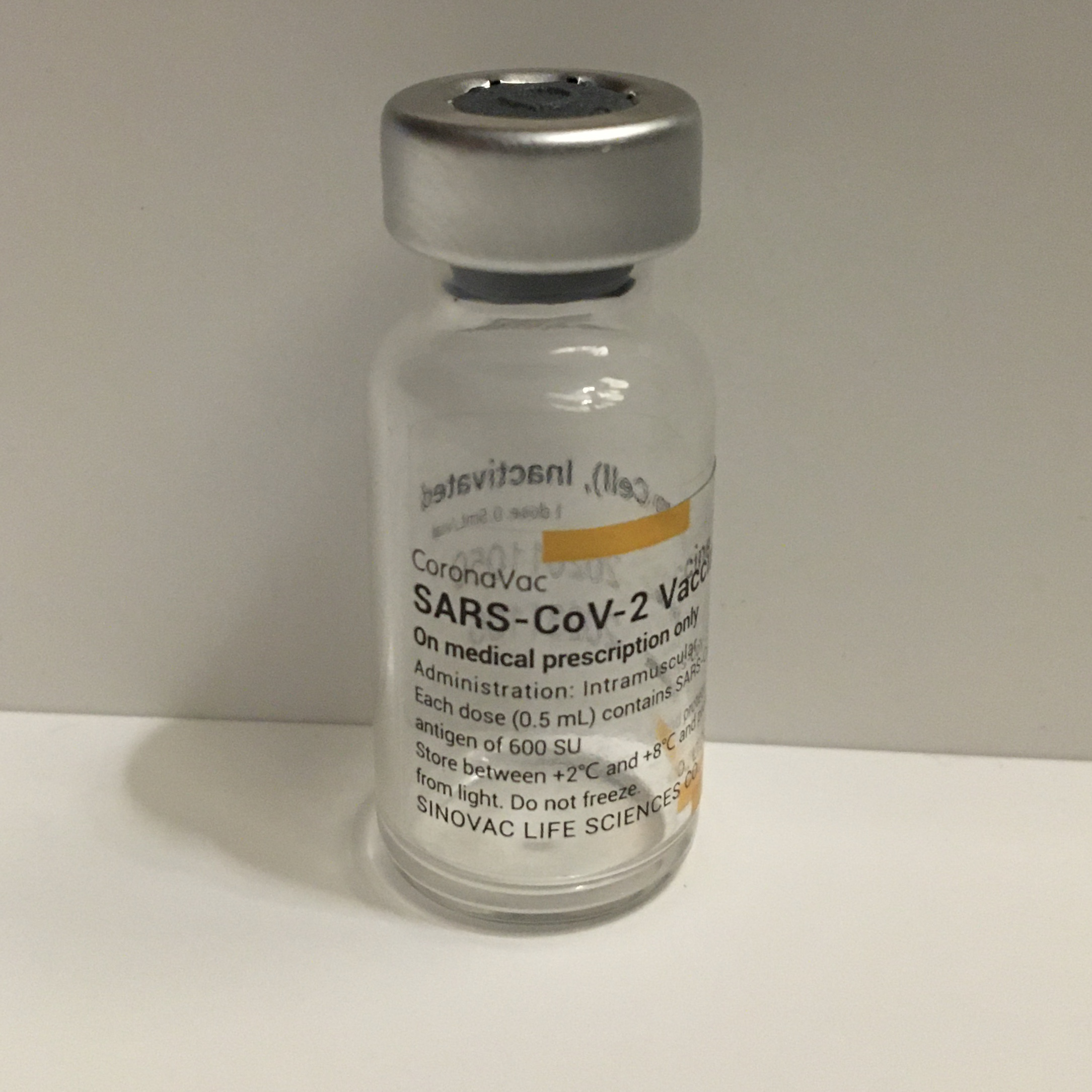
Bottiglia vuota di CoronaVac

### Fase I – II
Nel mese di maggio 2020 il vaccino ha iniziato gli studi di fase I e II in Cina su adulti di età superiore ai 60 anni e a settembre i ricercatori hanno iniziato gli studi su bambini di età compresa tra 3 e 17 anni.
In uno studio clinico di fase II completato nel luglio 2020 e pubblicato sul The Lancet, CoronaVac ha mostrato la sieroconversione, dopo i 14 giorni di sperimentazione, di anticorpi neutralizzanti per il 92% nel gruppo 3 µg e il 98% nel gruppo 6 µg, mentre al ventottesimo la sieroconversione è stata osservata al 97% e 100% nei rispettivi gruppi.

### Fase III

#### America Latina
Verso la fine di luglio del 2020, Sinovac ha iniziato a condurre una sperimentazione vaccinale di fase III per valutare l'efficacia e la sicurezza su 9000 professionisti sanitari volontari in sei Stati del Brasile, in collaborazione con l'Instituto Butantan. Il 19 ottobre, il governatore di San Paolo João Doria ha affermato che i primi risultati dello studio hanno dimostrato che tra i vaccini testati nel Paese, CoronaVac è il più sicuro ed è quello con i tassi di immunizzazione migliori e promettenti. Il 23 ottobre il governo di San Paolo ha annunciato la creazione di sei nuovi centri per la sperimentazione nei volontari, raggiungendo così la totalità di 22 centri operativi.
Il 10 novembre dopo il suicidio di un volontario la sperimentazione è stata sospesa, per ripartire il giorno dopo. Il 13 dicembre, il direttore dell'istituto Dimas Covas ha annunciato che il numero di casi di COVID-19 confermati negli studi di Fase III era aumentato a 170, numero superiore ai 151 richiesti per l'analisi primaria. L'Instituto Butantan ha affermato che il vaccino è efficace tra il 50% e il 90% in Brasile, ma ha negato i risultati completi su richiesta di Sinovac, sollevando dubbi sulla trasparenza poiché era il terzo ritardo nel rilascio dei risultati.
Covas ha affermato che nessuno dei volontari vaccinati hanno sviluppato un caso grave di COVID-19, contribuendo all'ottimismo sulla sua efficacia nel combattere la pandemia. Cristina Bonorino, immunologa che fa parte del comitato scientifico della Sociedade Brasileira de Imunologia, ha affermato che non avere gravità nei casi è buono e utile per combattere la pandemia, ma "fa male all'immagine del loro vaccino avere questa esitazione". Secondo lei il problema più grande è che "non avrebbero dovuto mettere in scena qualcosa che alla fine non hanno segnalato".
All'inizio di agosto in Cile ha avviato una sperimentazione di fase III, guidata dalla Pontificia università cattolica del Cile, che avrebbe dovuto includere 3 000 volontari di età compresa tra i 18 e i 65 anni.

#### Europa
Il 14 settembre, la Turchia ha iniziato gli studi di fase III con 13000 volontari con un intervallo di 14 giorni tra due dosi. Il processo di monitoraggio venne attivata in 25 centri in 12 città. Il 24 dicembre, CoronaVac ha dimostrato di essere efficace al 91,25% finora sulla base dei dati di 7371 volontari. L'analisi turca è avvenuta ad interim su 26 persone di 29 che sono state infettate da COVID-19 durante le prove con placebo, con un continuo di prove effettuate fino al raggiungimento di 40 persone infettate. Il ministro della Salute Fahrettin Koca ha affermato che i risultati ottenuti sono stati i primi a essere annunciati per questo vaccino.

#### Asia

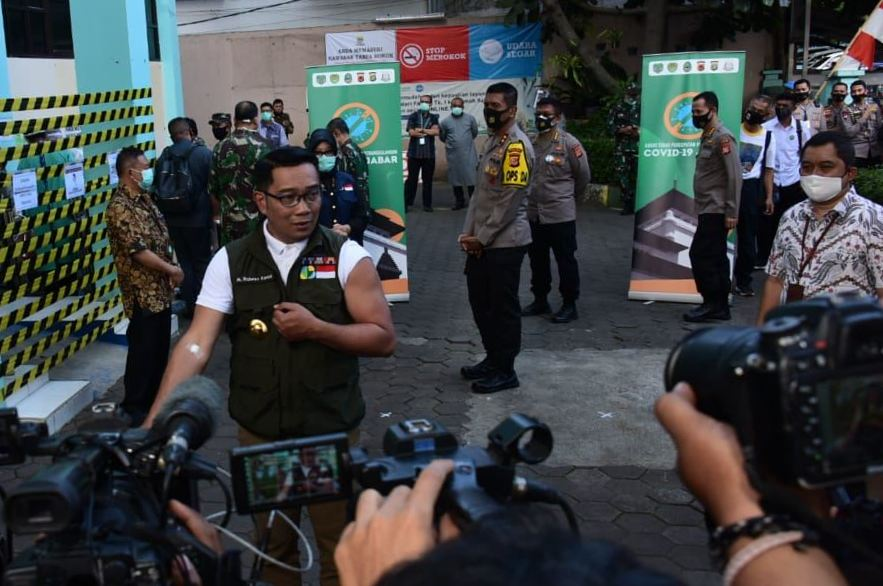
Il governatore della Giava Occidentale Ridwan Kamil partecipa alla sperimentazione di fase III del vaccino Sinovac in Indonesia

Nel mese di agosto, Sinovac ha annunciato processi di sperimentazione in Bangladesh con 4200 volontari, processo che si è bloccato dopo la richiesta da parte di Sinovac di un finanziamento congiunto. Il ministro della Salute ha affermato che il Paese avrebbe accesso al vaccino nonostante il fallimento della sperimentazione.
Dopo la questione bengalese, nello stesso mese Sinovac ha iniziato le sperimentazioni di fase III in Indonesia con Bio Farma nella città di Bandung, coinvolgendo 1620 volontari. A novembre, la Padjadjaran University Medical School ha fornito un aggiornamento sul fatto che le prove stavano procedendo senza intoppi e che "al massimo, hanno riscontrato una leggera febbre corporea che è scomparsa entro due giorni", riferendosi ai volontari. Il 21 novembre, Bio Farma ha annunciato l'intenzione di presentare nel gennaio del 2021 i risultati provvisori delle sperimentazioni all'Agenzia indonesiana di monitoraggio degli alimenti e dei farmaci.
Nel mese di ottobre l'Arabia Saudita ha firmato un accordo con Sinovac per distribuire il vaccino a 7000 operatori sanitari, dopo aver condotto studi di Fase III con la Guardia Nazionale dell'Arabia Saudita.

## Caratteristiche
Secondo Dimas Covas, direttore dell'Instituto Butantan che esegue gli studi di fase III in Brasile, CoronaVac non ha bisogno di essere congelato o mantenuto a basse temperature. Infatti il vaccino e la materia prima per la formulazione delle nuove dosi potrebbero essere trasportate e refrigerate tra i 2 e gli 8 °C, le stesse dei vaccini antinfluenzali.
Coronavac potrebbe rimanere stabile per un massimo di tre anni in magazzino, il che potrebbe offrire qualche vantaggio nella distribuzione nelle regioni rurali e non sviluppate.
L'efficacia del vaccino è stata monitorata dalla Pontificia Universidad Catòlica de Chile in collaborazione con il ministero della salute cileno, al quattordicesimo giorno dopo la seconda dose l'efficacia è: del 67% nella prevenzione dei sintomi di COVID19, 85% nel prevenire il ricovero, 89% nell'impedire il ricovero in terapia intensiva e l'80% nel prevenire la morte.

## Produzione

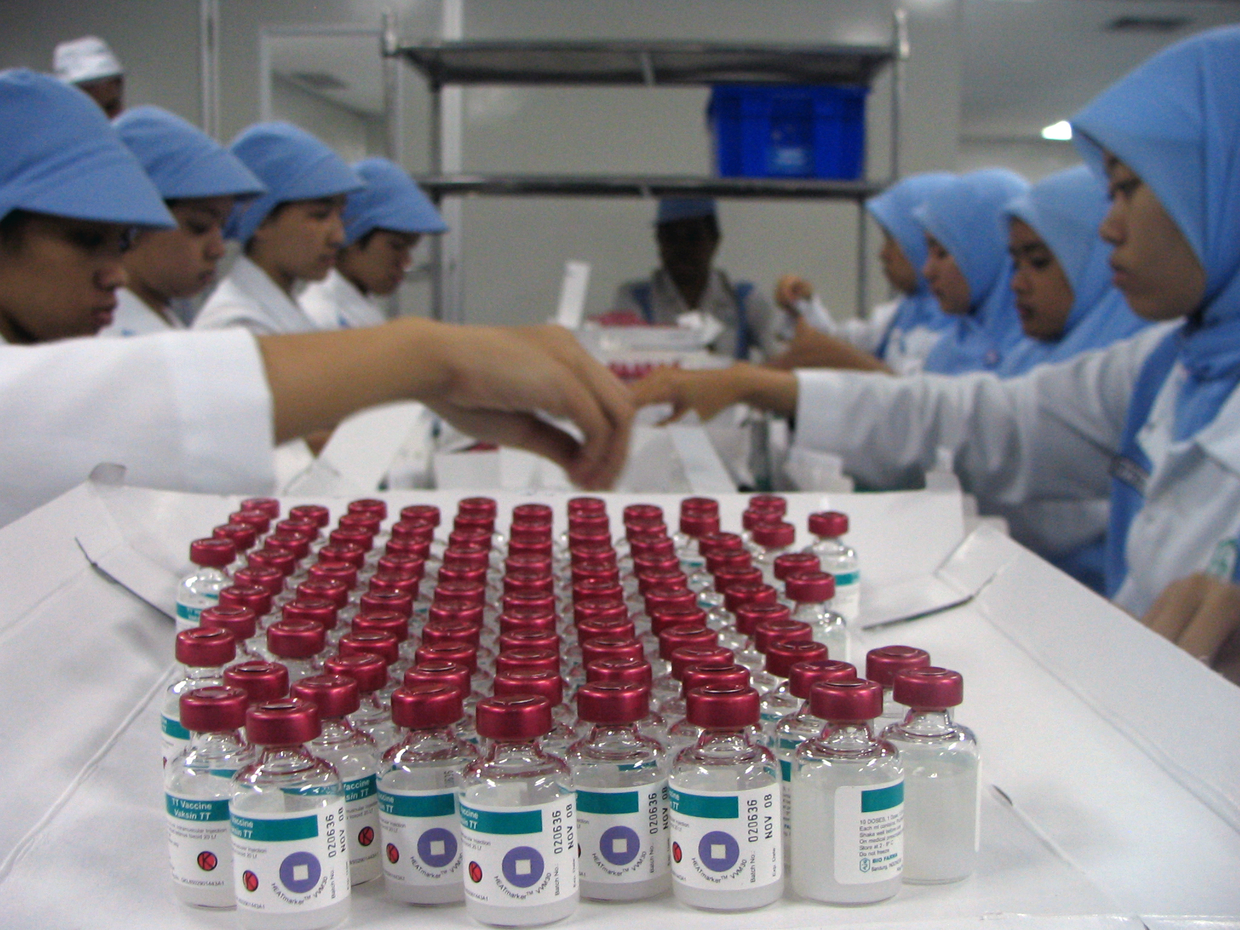
Dosi di CoronaVac prodotte da Bio Pharma

Un impianto di produzione di 20000 m² è stato costruito ed è tuttora operativo a Pechino. L'impianto è progettato per produrre 300 milioni di dosi all'anno. A dicembre, Sinovac ha dichiarato di voler completare la costruzione di un secondo impianto di produzione entro la fine del 2020 per aumentare la capacità di produzione e raggiungere le 600 milioni di dosi prodotte annualmente.
Bio Farma prevede di aumentare la produzione a 250 milioni di dosi all'anno se eventualmente la Fase III in Indonesia fosse superata.
Il 9 novembre la città di San Paolo ha iniziato a costruire una struttura per produrre 100 milioni di dosi all'anno. Il 10 dicembre, João Doria ha detto che l'Instituto Butantan vuole raggiungere la somma completa di 1 milione di dosi al giorno per una campagna di vaccinazione a partire dal 25 gennaio. 11 stati brasiliani hanno contattato l'Instituto Butantan alla ricerca di dosi di CoronaVac e diversi paesi tra cui l'Honduras, il Paraguay, il Perù e l'Uruguay hanno espresso interesse per l'acquisto di CoronaVac dal Brasile, mentre l'Instituto Butantan era in trattative avanzate con l'Argentina per la fornitura del vaccino.

## Mercato e distribuzione

### Brasile

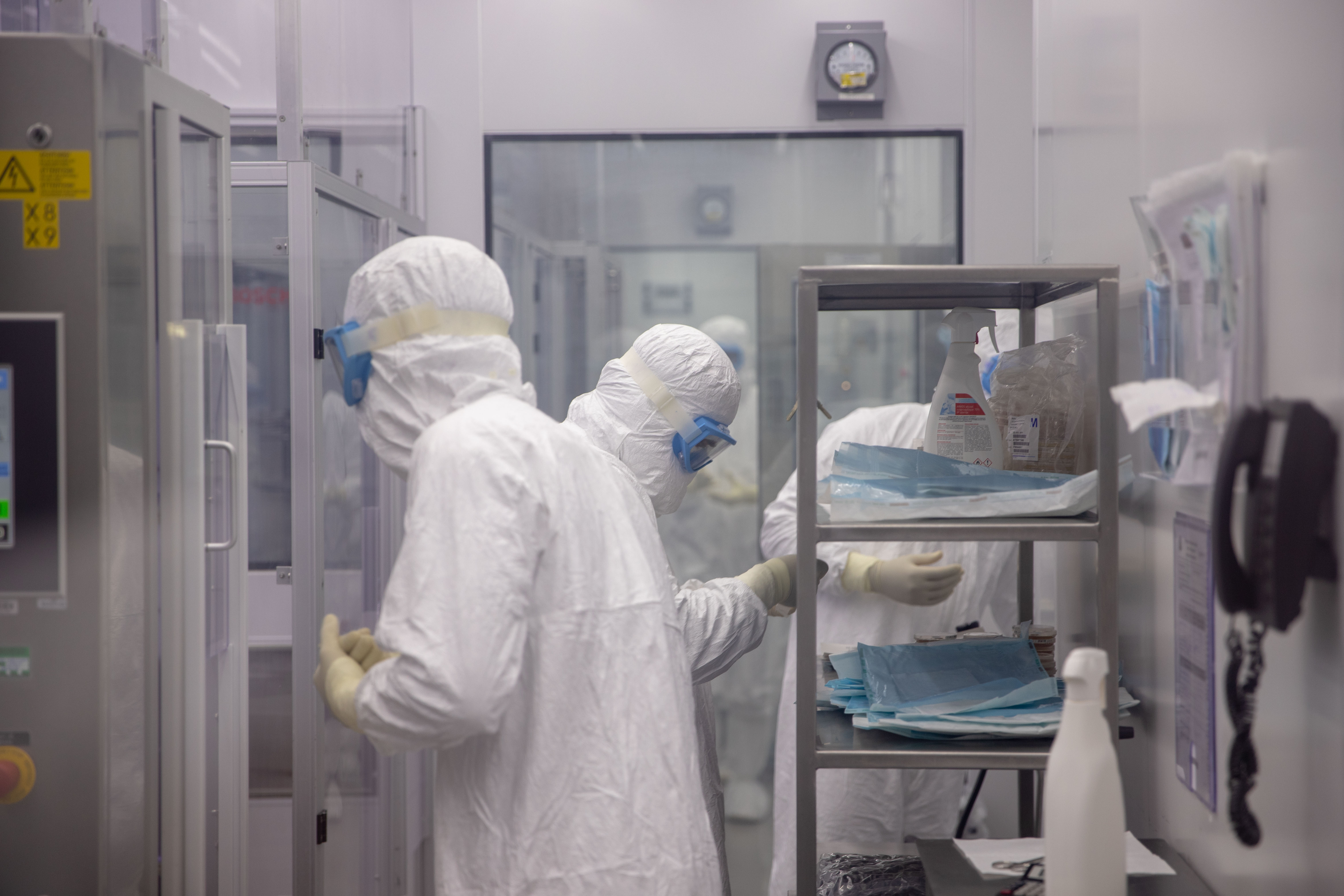
Ricercatori dell'Instituto Butantan durante la sperimentazione

Il 23 settembre, il governatore João Doria ha dichiarato che i vaccini forniti dalla Sinovac sono sufficienti per vaccinare l'intera popolazione dello stato, firmando un accordo per 46 milioni di dosi e per le restanti 14 milioni di aver stipulato un "contratto verbale". Il 21 ottobre, il presidente brasiliano Jair Bolsonaro ha dichiarato che il suo governo non acquisterà il vaccino CoronaVac a causa della sua origine cinese, contraddicendo il ministro della Salute Eduardo Pazuello, che il giorno precedente dichiarò che il vaccino sarebbe stato aggiunto al programma di immunizzazione. Il 23 ottobre Anvisa ha autorizzato l'Instituto Butantan ad importare 6 milioni di dosi di CoronaVac, dichiarando che la società non sarà influenzata dalle dichiarazioni governative. Il 16 dicembre, Wellington Dias, governatore del Piauí, ha dichiarato che il ministro della Salute Pazuello gli ha detto che il governo federale avrebbe acquistato 46 milioni di dosi di CoronaVac.
Il prezzo per CoronaVac è stato annunciato e confermato a 10,3 dollari statunitensi. Una delegazione di politici e ricercatori hanno ricevuto le prime 120000 dosi di CoronaVac il 19 novembre all'aeroporto internazionale di San Paolo con altri 46 milioni di dosi che dovrebbero arrivare entro il mese di gennaio. Alla fine di dicembre, il Brasile ha ricevuto 10 milioni di dosi, nonostante l'incertezza sullo stato normativo del vaccino.

### Cile
Nel mese di ottobre il ministro della Salute Enrique Paris ha firmato un accordo con la Sinovac per fornire 20 milioni di dosi di CoronaVac. L'uso del vaccino richiedeva l'approvazione e la sicurezza di un'agenzia qualificata, come l'Istituto di sanità pubblica del Cile o ANVISA in Brasile. Il governo sperava che la società brasiliana avrebbe approvato presto il vaccino in modo che potesse essere utilizzato anche in Cile.

### Cina
Il CoronaVac è stato approvato verso la fine di agosto per l'uso emergenziale come parte di un programma per vaccinare i gruppi ad alto rischio come il personale medico. A ottobre, la città-prefettura di Jiaxing, in Zhejiang, ha iniziato a offrire il CoronaVac ai lavoratori essenziali e ad altri gruppi ad alto rischio per 200 yuan ($ 29,75) a dose. Le dosi da effettuare per essere immunizzati devono essere due.

#### Hong Kong
A dicembre Hong Kong ha ordinato 7,5 milioni di dosi e il primo lotto di 1 milione di dosi è arrivato a gennaio.

### Indonesia
Il ministro degli Esteri indonesiano Retno Marsudi ha detto che è stato firmato un accordo con Sinovac per 50 milioni di dosi di vaccino da novembre 2020 a marzo 2021, che è stato successivamente aggiornato a 140 milioni di dosi. Il vaccino avrà un prezzo di circa 200.000 rupie indonesiane ($ 13,57) per dose. L'Indonesia ha ricevuto 1,2 milioni di dosi di CoronaVac il 6 dicembre e prevede di ricevere materiali per la produzione di altri 15 milioni di dosi e 30 milioni di dosi dalla Sinovac a gennaio. Entro il 31 dicembre, l'Indonesia ha ricevuto 3 milioni di dosi ipotizzando di iniziare a vaccinare 1,3 milioni di operatori sanitari nella seconda e terza settimana di gennaio.

### Filippine
A novembre il militare Carlito Galvez ha annunciato che le Filippine hanno pianificato di acquistare un massimo di 50 milioni di dosi di CoronaVac.

### Singapore
Singapore ha firmato vari accordi di acquisto anticipato per CoronaVac insieme ai vaccini mRNA Tozinameran di BioNTech e Pfizer e MRNA-1273.

### Thailandia
A gennaio il ministero della Salute pubblica ha annunciato che avrebbe ricevuto 2 milioni di dosi divise in tre lotti: uno da 200.000 a febbraio, uno di 800.000 a marzo e un altro milione ad aprile.

### Turchia
A novembre, il Ministro della salute Fahrettin Koca ha annunciato che il paese ha firmato un contratto per 50 milioni di dosi da consegnare nel paese nei mesi di dicembre, gennaio e febbraio. Le prime 3 milioni di dosi sono arrivate all'aeroporto di Esenboğa di Ankara in 17 container il 30 dicembre 2020.

### Ucraina
A dicembre l'Ucraina ha firmato un contratto per l'acquisto di 1,8 milioni di dosi di CoronaVac per il mese di febbraio. Una dose di CoronaVac costerebbe 504 grivnie (circa $ 18).

### Repubblica Dominicana
Il 16 marzo 2021 è arrivato in Repubblica Dominicana il primo milione di dosi di CoronaVac. Al 3 giugno 2021 sono stati consegnati nel Paese 6,6 milioni di dosi di vaccino di cui 6,3 milioni di CoronaVac rappresentando oltre il 95% delle dosi importate. Tutti i tipi di vaccini anti Covid19 vengono distribuiti gratuitamente alla popolazione residente ed anche ai non residenti.

## Controversie

### Trasparenza e ripetuti ritardi nella pubblicazione dei risultati in Brasile
Il 14 dicembre 2020 Anvisa, l'agenzia brasiliana di regolamentazione sanitaria, ha dichiarato che l'autorizzazione all'uso emergenziale non è ancora di dominio pubblico in Cina, affermando la mancanza di informazioni disponibili sui criteri utilizzati dalle autorità cinesi riguardo l'autorizzazione per l'uso di emergenza nel giugno 2020. Il 23 dicembre 2020, i ricercatori brasiliani hanno affermato che il vaccino ha un'efficacia oltre il 50%, ma hanno negato la visione dei risultati completi, su richiesta di Sinovac, sollevando nuovi dubbi sulla trasparenza, poiché era il terzo ritardo nella divulgazione dei risultati delle sperimentazioni.